# Nerf ptérygoïdien latéral
Le nerf ptérygoïdien latéral est une branche inconstante du nerf ptérygoïdien médial.
Il prend généralement naissance sous la forme de deux branches distinctes qui suivent le nerf buccal et pénètrent dans les surfaces profondes des chefs supérieur et inférieur du muscle ptérygoïdien latéral.

## Variation
Certains auteurs décrivent le nerf ptérygoïdien latéral comme une branche unique de la branche antérieure du nerf mandibulaire qui se bifurque ensuite pour pénétrer dans les deux têtes du muscle ptérygoïdien latéral.